# イオン若松ショッピングセンター
イオン若松ショッピングセンター（イオンわかまつショッピングセンター）は、福岡県北九州市若松区に立地するイオン九州株式会社運営のショッピングセンターである。イオン（旧・ジャスコ）が核テナントとなるショッピングセンターは、北九州市内で初出店となる。

## 概要
1919年（大正8年）に建設された、日本初の厚板ガラス製造工場であった日本板硝子若松工場（1977年工場操業停止）跡地を1989年（平成元年）5月にグリーンプラザ開発株式会社が日本板硝子より購入し、土地区画整理事業により道路整備等をした後、2000年（平成12年）に大規模小売店舗立地法に基づき「（仮称）ジャスコ二島ショッピングセンター」として届出。2001年（平成13年）12月着工、2002年（平成14年）10月26日に開店した。
その後、2006年（平成18年）6月9日に増床オープン、2014年（平成26年）に一度リニューアルが行われ、2022年（令和4年）3月3日に8年ぶりとなる全館リニューアルオープンを迎えた。

## 主なテナント
核テナントであるイオン若松店、ベスト電器若松店やイオンバイク若松店のほか、64（金融機関のATMを含む）の専門店テナントが出店している。
出店テナント全店の一覧・詳細情報は公式サイト「ショップガイド」を、営業時間は公式サイト「営業時間のご案内」を参照。

### 1階
- ベスト電器
- セカンドストリート
- ペットワイド
- 井筒屋 二島ショップ（百貨店サテライト）
- サーティワンアイスクリーム（アイスクリーム）
- スターバックスコーヒー（カフェ）
- 庄屋（飲食）
- ソフトバンク&ワイモバイル（携帯・通信）
- カーブス（健康体操教室）
- トライプラス+/学研教室（学習塾）
- 英会話 NOVA（英会話）
- ラフィネ（リラクゼーション）
- チャンスセンター（宝くじ）
- 北九州市営バス 二島案内所

### 2階
- Honeys（レディス）
- ABC-MART（シューズ）
- OWNDAYS（メガネ）
- 武田メガネ（メガネ）
- ヴィレッジヴァンガード（書籍・雑貨）
- くまざわ書店（書店）
- ゴールドジム（スポーツジム）
- モーリーファンタジー（アミューズメント）
- TOYS SPOT PALO（カプセルトイ専門店
- ロッテリア（ハンバーガー）
- モスバーガー（ハンバーガー）
- 保険見直し本舗（保険代理店）
- Seria（均一ショップ）

## 交通アクセス
- JR九州若松線二島駅から国道199号を西へ徒歩約7分
- 北九州市営バス 第一二島・第三二島バス停下車

## 周辺
- 高稜高等学校
- 二島駅